# Clinopodium laxiflorum
Clinopodium laxiflorum là một loài thực vật có hoa trong họ Hoa môi. Loài này được (Hayata) K.Mori mô tả khoa học đầu tiên năm 1936.